# Oskar Roehler
Oskar Roehler, född 21 januari 1959 i Starnberg, är en tysk filmregissör, journalist och författare. Han är känd för filmer som Den oberörbara, som är inspirerad av hans mors liv, och Elementarpartiklarna, som bygger på en roman av Michel Houellebecq.

## Liv och gärning
Oskar Roehler är son till författarna Klaus Roehler och Gisela Elsner. Moderns liv gav inspiration åt hans film Den oberörbara från 2000, som tilldelades Tyska filmpriset för bästa film. Hans filmer Der alte Affe Angst (2003), Elementarpartiklarna (2006) och I ondskans tjänst (2010) visades i huvudtävlan vid filmfestivalen i Berlin. Elementarpartiklarna, som bygger på Michel Houellebecqs roman med samma namn, vann Silverbjörnen för bästa skådespelare åt Moritz Bleibtreu, väckte politisk diskussion och blev en publikframgång. I övrigt har Roehler bland annat belönats med ett regipris vid Filmfest München 1997 för sitt andraverk Silvester Countdown och Bayerska filmpriset för bästa manus 2004 för Agnes und seine Brüder. Hans kommande film Subs bygger på en roman av Thor Kunkel.

## Filmlista
- Gentleman (1995)
- Silvester Countdown (1997)
- Gierig (1999)
- Den oberörbara (Die Unberührbare) (2000)
- Suck My Dick (2001)
- Fahr zur Hölle, Schwester! (2002)
- Der alte Affe Angst (2003)
- Agnes und seine Brüder (2004)
- Elementarpartiklarna (Elementarteilchen) (2006)
- Lulu & Jimi (2009)
- I ondskans tjänst (Jud Süß – Film ohne Gewissen) (2010)
- Quellen des Lebens (2013)
- Tod den Hippies!! Es lebe der Punk (2015)
- Subs (2018)

## Boklista
- Herkunft (2011)
- Mein Leben als Affenarsch (2015)